# VR-2
Školní reaktor VR-2 „Vrána“ je lehkovodní podkritický výukový jaderný reaktor bazénového typu, který je umístěn spolu s reaktorem VR-1 v budově těžkých laboratoří MFF UK a Katedry jaderných reaktorů (KJR) Fakulty jaderné a fyzikálně inženýrské (FJFI) ČVUT v pražské Troji. Reaktor slouží jako pomůcka studentům českých i zahraničních technických fakult, především FJFI. Hrubý odhad nákladů na postavení reaktoru je 15 milionů Kč.  

## Historie
V roce 1990 se spuštěním reaktoru VR-1 stala FJFI první, a dosud jedinou, fakultou s jaderným reaktorem v Československu. Obliba reaktoru postupem času rostla a jeho kapacita se zaplňovala. Proto se v roce 2014 Katedra jaderných reaktorů rozhodla, že postaví druhý reaktor. Palivo bylo fakultě darováno v červnu roku 2018 z Finského podkritického reaktoru Mille, který pracoval mezi lety 1958-1973 . V listopadu 2020 fakulta dostala od SÚJB povolení k umístění reaktoru a v březnu 2022 povolení ke stavbě. Po roce a dvou měsících byla stavba dokončena a reaktor byl 6.6.2023 uveden do provozu. 

## Popis zařízení
Vlastní reaktorová nádoba má válcový tvar s plochým dnem o průměru 1 300 mm a výšce 1710 mm. Tloušťka stěny válce je 8 mm a tloušťka dna 10 mm. Nádoba je vyrobena z nerezové oceli třídy 316L. Uprostřed nádoby jsou naproti sobě dva otvory o průměru 128 mm pro instalaci radiálních kanálů z hliníku. Jeden radiální kanál je k nádobě přichycen trvale a slouží pro vkládání neutronového zdroje, druhý kanál je experimentální a je používán podle potřeby daného experimentu. Součástí zařízení je také skladovací nádoba určená pro skladování paliva.  
Palivo je kombinací 10% obohaceného uranu ve formě UO2 a přírodního kovového uranu. Palivové proutky jsou vkládány do speciálních košů s různou roztečí mříže. Přesné rozložení aktivní zóny závisí na konkrétní konfiguraci prováděného experimentu. Jako moderátor slouží lehká voda. 
Jelikož je reaktor podkritický (tj. nedokáže sám udržet řetězovou štěpnou reakci), je nutné do reaktoru vkládat zdroj neutronů. Neutrony ze zdroje jsou moderovány vodou a poté interagují z uranem v palivu. V palivu se může počet neutronů namnožit až na 30násobek neutronů dodávaných ze zdroje. Po vyjmutí nebo vypnutí neutronového zdroje však dochází k velmi rychlému poklesu neutronového toku. Jako zdroj se primárně používá fúzní neutronový generátor D-D, který slučuje jádra deuteria za vzniku He-3 a emise neutronu. Výhodou takového zdroje je, že se dá jednoduše a rychle regulovat jeho výkon, což u zdrojů, které spoléhají na alfaneutronickou reakci nebo spontánní štěpení, není možné. Neutronový generátor lze používat buď v kontinuálním režimu, pulzním režimu nebo ho lze vypnout úplně. Lze však využít neutronové zdroje AmBe, Cf-252 nebo D-T. 

## Klíčové komponenty
- Systém kontroly a řízení – slouží k řízení a ovládání technologie reaktoru VR-2. Dodává ŠKODA JS a.s. ve spolupráci s dataPartner s.r.o.
- Reaktorová nádoba a radiální kanály – uvnitř reaktorové nádoby bude umístěno palivo během provozu. Dodává skupina Witkowitz – VÍTKOVICE ENERGETICKÉ STROJÍRENSTVÍ a.s.
- Skladovací nádoba – slouží k uložení a vysoušení vnitřního koše s palivem. Dodává skupina Witkowitz – VÍTKOVICE ENERGETICKÉ STROJÍRENSTVÍ a.s.
- Zásobní nádrž vodního hospodářství – slouží k uložení demineralizované vody mimo reaktorovou nádobu. Dodává BeHo spol. s r.o.
- Radiační monitorovací systém – dodává firma VF a.s.
- Palivo – přivezeno z Finska z Aalto University.
- Demineralizační stanice – slouží k výrobě demineralizované vody. Dodavá firma Watek s.r.o
- Ohřívací technologie – slouží k úpravě teploty demineralizované vody. Vyrobena pracovníky katedry jaderných reaktorů.
- Chladicí technologie  – slouží k úpravě teploty demineralizované vody. Dodává firma Chlazení Špaček, s.r.o. [1]

## Využití
Reaktor je využíván jak studenty, tak odborníky z praxe nejen z ČR, ale z celého světa. Reaktor je využíván zejména během výuky pro laboratorní úlohy. Slouží také pro experimenty v rámci bakalářských, magisterských a doktorských prací. Kromě výuky je reaktor využíván i výzkumu. Reaktor má mnoho využití zejména díky své flexibilitě. Velice jednoduše lze změnit geometrii aktivní zóny (trojúhelníková vs. čtvercová geometrie, podmoderace vs. přemoderace), teplotu moderátoru v rozmezí 4 °C až 50 °C, typ neutronového zdroje a jejich počet.  

## Porovnání s VR-1
I přes několik limitací má VR-2 oproti reaktoru VR-1 spoustu výhod. Kromě nižší ceny a jednoduššího licencování dokáže reaktor VR-2 mnohem snáz měnit konfiguraci aktivní zóny či měnit teplotu moderátoru.  
|                  | VR-1       | VR-2                      |
| ---------------- | ---------- | ------------------------- |
| kritičnost       | různá      | podkritický               |
| výkon            | 100 W      | <1 W                      |
| palivo           | UO2        | UO2, kovový uran          |
| obohacení        | 19,75 %    | 10 %, 0.72 %              |
| forma paliva     | sendvičové | proutky                   |
| geometrie        | čtvercová  | čtvercová, trojúhelníková |
| moderátor        | lehká voda | lehká voda                |
| chlazení         | konvekce   | konvekce                  |
| teplota          | 20 °C      | 4 °C - 50 °C              |
| výška nádoby     | 4 720 mm   | 1 710 mm                  |
| průměr nádoby    | 2 300 mm   | 1 300 mm                  |
| neutronový zdroj | AmBe       | AmBe, D-D, Cf-252, D-T    |